# Ілматсалу
І́лматсалу (ест. Ilmatsalu alevik) — селище в Естонії, у міському самоврядуванні Тарту повіту Тартумаа.

## Населення
Чисельність населення на 31 грудня 2011 року становила 392 особи.

## Географія
Через населений пункт проходить автошлях 22103 (Тарту — Ілматсалу — Ригу).

## Історія
До 1 листопада 2017 року селище входило до складу волості Тягтвере й було її адміністративним центром.